# Rudnik Kakanj
Rudnik Kakanj (službeno: Rudnik mrkog uglja Kakanj) je bosanskohercegovački rudnik mrkog ugljena smješten u općini Kakanj.
Na području Kaknja 1898. godine austrougarski stručnjaci počeli su geološka istraživanja s ciljem pokretanja eksploatacije ugljena. Nešto kasnije, otvoren je prvi rudnik pod nazivom Kakanj-Doboj. Od 1902. godine službeno postoji rudnik Kakanj, čije se sjedište u to vrijeme nalazilo u Beču. Do 1979. godine kada se otvara površinski kop Karaula vršena je samo jamska eksploatacija. Od rujna 2009. rudnik djeluje u okviru koncerna JP Elektroprivreda BiH d.d. Sarajevo.
Od 1952. Rudnik ima i svoj Orkestar rudarske glazbe.
Rudnik Kakanj zapošljava 2020 radnika. Prosječna godišnja proizvodnja ugljena iznosi oko 1.100.000 tona, a preko 90% proizvedenog ugljena koristi se za potrebe termoelektrane Kakanj.